# Панацеа (медицина)
Панацеа, по грчкој богињи лечења, Панацеи, је хипотетички лек који би лечио све болести и продужио живот бесконачно. Тражили су га алхемичари, уз еликсир живота и камен мудрости, митску супстанцу која би омогућила претварање метала у злато.
На неки начин, медицина и данас наставља да трага за неком врстом панацее и еликсира живота. Тренутни фокус је на имунском систему и улози генетике и мешању наследних и фактора околине - али жеља да се излечи све и успори старење и подигне квалитет живота представља снажну мотивацију. Међу научним областима које стреме овим алхемичарским циљевима су поред хемије и молекуларна биологија, биохемија, биофизика, генетика и имунологија.